# Казорате-Примо
Казорате-Примо (итал. Casorate Primo) — коммуна в Италии, располагается в регионе Ломбардия, подчиняется административному центру Павия.
Население составляет 7003 человека, плотность населения составляет 778 чел./км². Занимает площадь 9 км². Почтовый индекс — 27022. Телефонный код — 02.
Покровителем коммуны почитается святой Виктор Мавр, празднование в последний вторник октября.